# Dekanat Piątnica
Dekanat Piątnica – jeden z 24 dekanatów w rzymskokatolickiej diecezji łomżyńskiej.

## Parafie
W skład dekanatu wchodzi 7 parafii:
- parafia Najświętszego Serca Jezusowego w Bronowie
- parafia św. Stanisława Biskupa i Męczennika w Dobrzyjałowie
- parafia św. Jakuba Apostoła w Drozdowie
- parafia Znalezienia Krzyża Świętego w Małym Płocku
- parafia Trójcy Przenajświętszej w Olszynach
- parafia Przemienienia Pańskiego w Piątnicy Poduchownej
- parafia św. Jana Chrzciciela w Wiznie.

## Sąsiednie dekanaty
Jedwabne, Kobylin, Kolno, Łomża – św. Brunona, Łomża – św. Michała Archanioła, Mońki (archidiec. białostocka), Zambrów